# نشانگان درسلر

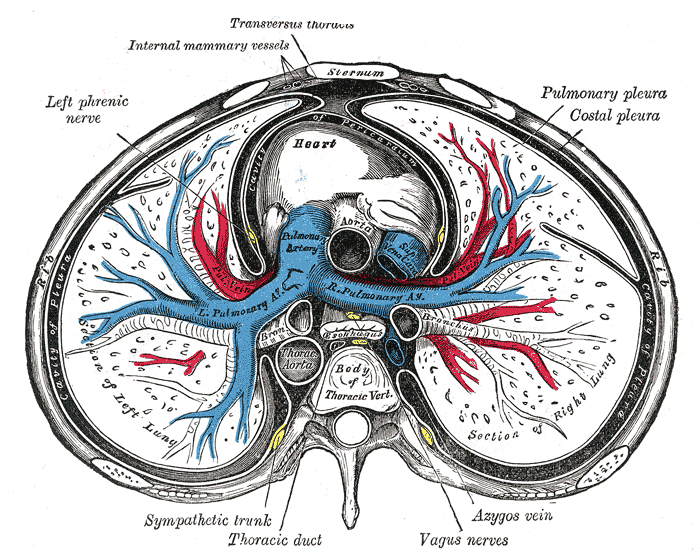
نشانگان درسلر

نشانگان درسلر (به انگلیسی: Dressler's syndrome) یکی از عوارض انفارکتوس عضله قلب (به انگلیسی: Myocardial Infarction) است.
- در این نشانگان، پریکاردیت ۲ تا ۳ هفته پس از انفارکتوس حاد عضله قلب ایجاد می‌شود.[۱]

## علت
- این نشانگان در حقیقت یک نوع واکنش خودایمنی تأخیری بر ضد آنتی‌ژن‌های میوکارد است که در هنگام انفارکتوس میوکارد در جریان خون رها شده‌اند.[۱]

## علامت‌ها
- تب
- خستگی
- درد قفسه سینه
- صدای سایش برون‌شامه قلب (پریکارد)
- افزایش مایع برون‌شامه

## درمان
- داروهای ضدالتهابی غیراستروئیدی مانند آسپرین
- کورتیکو استروئیدها[۱] (از هورمون‌های قشر غده فوق‌کلیوی)

داروی کلشی سین از دیگر درمان ها می باشد.